# BIGFON
BIGFON (Breitbandiges Integriertes Glasfaser-Fernmelde-Ortsnetz) war ein Systemversuch zur Erprobung von Breitbandkommunikation, den die Deutsche Bundespost von 1981 bis 1988 in sieben Städten (West-Berlin, Hamburg, Hannover, Düsseldorf, Stuttgart, Nürnberg und München) durchführte.

## Ziele
Dabei wurden jeweils 28 bis 50 Teilnehmer über Glasfaser an das öffentliche Ortsnetz angeschlossen. Rund ein Drittel der Teilnehmer waren dabei Unternehmen. Zehn Versuchsnetze wurden in einem technischen Wettbewerb unterschiedlicher Konzepte von sechs verschiedenen Telekommunikationsunternehmen bzw. -Unternehmensgruppen errichtet.
Ab 1984 wurde damit begonnen, die einzelnen Ortsnetze durch Glasfaserkabel miteinander zu verbinden. Die erste Breitbandige Integrierte Glasfaser-Fernverbindung (BIGFERN) mit 160 km Länge und 60 Glasfasern wurde dabei 1984 von der Deutschen Bundespost zwischen Hamburg und Hannover in Betrieb genommen. Dabei wurden die Signale alle 18 km verstärkt und dafür jeweils optisch/elektrisch und wieder zurück umgewandelt.
Ziel von BIGFON war die praktische Erprobung von Glasfasertechnik für sämtliche Telekommunikationsdienste und der erste technische Versuch für ein Integriertes Breitbandiges Fernmeldenetz (IBFN), in dessen Rahmen auch Hörfunk- und Fernsehübertragung sowie ein Bildfernsprech-Versuchsnetz (Video Telephony Network) u. a. zur Übermittlung von Gebärdensprache für Gehörlose installiert wurde. Weitere Anwendung fand die Technik 1985 beim Einsatz öffentlicher Videokonferenzstudios. Technischer Nachfolger für die Bild- bzw. Videotelefonie wurde das Bildtelefon, später nutzereigene, computerbasierte Hard- und Software für Videokonferenzen.
Einen speziellen Versuch der Video-Bildübertragung gab es 1986 in Hannover unter der Bezeichnung MEDKOM, angeregt aus dem dortigen Krankenhausbereich zur Liveübertragung z. B. bei Operationen, um Fernkonsultationen zu ermöglichen.
BIGFON geht auf Empfehlungen der EKIK-Enquete-Kommission (Neue Informations- und Kommunikationstechniken, 1981 bis 1983) zurück, die die Notwendigkeit des Aufbaus eines Breitbandvermittlungsnetzes in Form eines Glasfasernetzes festgestellt hatte.
Die Gesamtkosten betrugen rund 150 Millionen DM. Nach Schätzungen aus dem Jahr 1984 hätte die Verkabelung der Bundesrepublik Deutschland mit Glasfaserkabeln 200 bis 300 Milliarden DM gekostet und rund 30 bis 40 Jahre gedauert.

### Zeitschriften
- Start mit Bigfon für Breitbandkommunikation. In: Computerwoche. 15. Mai 1981, archiviert vom Original am 10. Februar 2013; abgerufen am 25. Juli 2011.
- Neues aus Forschung und Wissenschaft. Bigfon – ein Großversuch mit Glasfasern. In: Frequenz, 7/1987
- Auf dem Weg zum Überwachungsstaat. In: Der Spiegel. Nr. 2, 1983 (online).
- Technik: Kleiner Fehler. In: Der Spiegel. Nr. 26, 1983 (online).
- Keine Panik: Die Entwicklung läuft moderat. In: Absatzwirtschaft. 1. Juni 1985, archiviert vom Original am 10. Februar 2013; abgerufen am 3. November 2016.